# Josefine Jinder
Astrid Maria Josefine Jinder (født 20. februar 1988), bedst kendt som Little Jinder, er en popsangerinde fra Sverige. Hun er datter af Åsa Jinder.